# Emil Adolf von Behring
Emil Adolf von Behring (Hansdorf, 15 marzo 1854 – Marburgo, 31 marzo 1917) è stato un medico, fisiologo e batteriologo tedesco, primo premio Nobel per la medicina nel 1901 per le sue scoperte, insieme al giapponese Shibasaburo Kitasato, dei sieri anti-difterico e anti-tetanico.
Nel 1880, mentre lavorava con Kitasato nel laboratorio di Robert Koch (1843-1910, lo scopritore dei germi della tubercolosi, del colera e del carbonchio) all'istituto di igiene di Berlino, Behring rese un animale temporaneamente immune dalla difterite o dal tetano iniettandogli siero sanguigno di un altro animale infettato da tali germi. Dimostrò che questo siero ha proprietà non solo preventive ma curative perché in grado di provocare la guarigione se iniettato ai primi sintomi della difterite o del tetano.
Aveva così inizio la moderna sieroterapia che dalla difterite e dal tetano si è estesa alla gangrena gassosa, al botulismo, al morso della vipera, al morbillo ed alla pertosse.
Behring è considerato, oltre che il pioniere della sieroterapia ed il vincitore della difterite che provocava una elevata mortalità infantile, uno dei fondatori dell'immunologia anche per aver espresso il concetto di antitossina, sostanza elaborata dall'organismo per neutralizzare le tossine prodotte da agenti esterni e che provocano patologie.

## Vita

### Studi e formazione
Quinto di dodici figli, egli fu l'unico tra i suoi fratelli ad aver avuto un'adeguata istruzione, grazie soprattutto al proprio parroco Leipholz. Lasciò Hansdorf, suo paese natale, all'età di dodici anni per frequentare il ginnasio più vicino, a Hohenstein. Conseguì il diploma di maturità nell'ottobre del 1874. Sempre grazie al parroco Leipholz, egli riuscì a sostenere i suoi studi di medicina presso l'Accademia Medica Militare di Berlino, impegnandosi a prestare servizio per un periodo di otto anni. 
Nell'ottobre del 1878 venne nominato sottotenente medico e nel settembre 1880 tenente medico. Promosso capitano medico il 22 marzo 1887 e contemporaneamente trasferito al secondo Reggimento di Fanteria Renana, numero 28, di stanza a Bonn, lavorò all'Istituto Farmacologico dell'Università di Bonn in seguito a delle pubblicazioni sui disinfettanti, precisamente sullo iodoformio per il trattamento antisettico delle ferite, sulla rivista Deutsche Medizinische Wochenschrift.

### La lotta contro la difterite
Nel 1888 Emil Roux scoprì e isolò il veleno del bacillo della difterite, tossina che provocava tale morbo. Da qui partirono le ricerche di Behring: dopo migliaia di esperimenti su animali insieme al collega Shibasaburo Kitasato, egli annunciò il 4 dicembre 1890 di aver risolto la questione. Illustrò la soluzione sul numero 49 della rivista Deutsche Medizinische Wochenschrift, nell'articolo Del verificarsi dell'immunità verso la difterite e il tetano negli animali: essa andava ricercata nel siero, il quale può raggiungere qualità antitossiche tali da annullare, rendendolo innocuo, il veleno difterico o tetanico, allorché l'animale corrispondente avesse precedentemente superato un'infezione di difterite o di tetano.
Grazie al suo siero per la prima volta un bambino venne guarito dalla difterite il 20 dicembre 1891. Esso, infatti, conferisce un'immunità passiva perché contiene specifici anticorpi, atti a contrastare la tossina della difterite, i quali sono presenti nel sangue di un animale che aveva precedentemente contratto la malattia. Da un punto di vista scientifico la svolta era stata raggiunta, tuttavia la mancanza di forti partner finanziari ostacolava la sua idea rivoluzionaria. Ma nel 1892 August Laubenheimer, chimico e direttore dei colorifici di Höchst, che in quel periodo producevano anche la tubercolina di Robert Koch, si interessò alla teoria di Behring e così il 20 dicembre 1892 egli firmò il contratto con i colorifici, il quale gli consentirà di trasformare la sua scoperta in un'invenzione di importanza pratica.
Il 15 settembre 1894 venne nominato professore straordinario della facoltà di medicina dell'Università di Halle-Wittenberg e il 25 dello stesso mese tenne la prima conferenza pubblica sulla sieroterapia al congresso dei naturalisti di Vienna, in cui parlò per la prima volta davanti ad un auditorio internazionale di medici e naturalisti e alla stampa europea della sua sieroterapia. Fino al 1895 la difterite si trovava al secondo posto nelle statistiche della mortalità; Behring creò le condizioni per detronizzarla. Nel 1895 ottenne la cattedra di professore all'Università di Marburgo sul Lahn e quella di direttore del locale Istituto di Igiene.

### Il Nobel e la tubercolosi

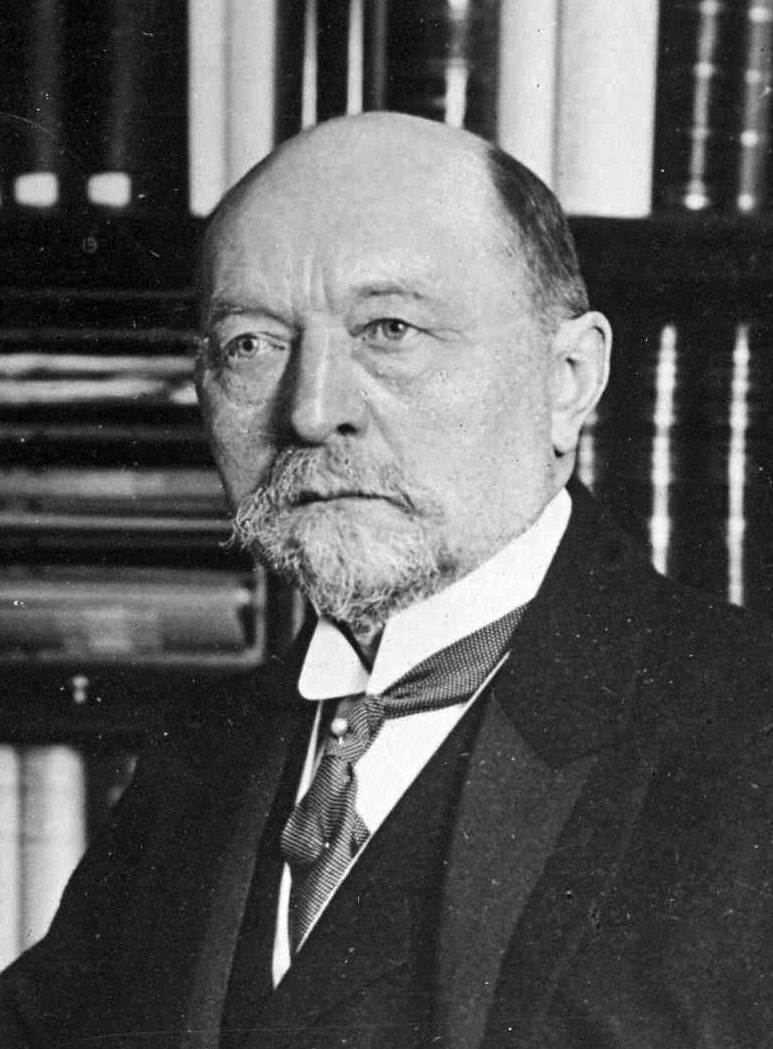
Emil Adolf von Behring.

Alla sessantasettesima Assemblea dei naturalisti e dei medici a Lubecca Behring tenne una conferenza sul tema Risultati e scopi della sieroterapia. Egli espose esaurientemente e ampiamente i risultati della sieroterapia antidifterica, per passare poi a trattare dei Risultati scientifici e scopi pratici della sieroterapia in altre malattie infettive. Egli pone in prima linea nella sua esposizione due malattie: colera e tubercolosi. Affermò di aver trovato insieme ai suoi assistenti un'antitossina contro il bacillo del colera, mentre per quanto riguarda la tubercolosi asserì di voler intraprendere delle ricerche a partire dai risultati del suo maestro Robert Koch.
Il 29 dicembre 1896 sposò Elsa Spinola, figlia di un alto impiegato statale al quale si era legato, il consigliere superiore di governo Bernardo Spinola, il quale ricopriva dal 1875 la carica di direttore amministrativo del Reale Ospedale della Charité di Berlino ed inoltre di direttore dell'amministrazione dell'istituto per le malattie infettive. In occasione del secondo centenario del Regno di Prussia, il 10 gennaio 1901, ricevette dal suo re, Guglielmo II, il diploma di nobiltà, riconoscimento tangibile da parte della Corona prussiana degli alti meriti di uno dei suoi più grandi sudditi. Il 30 ottobre dello stesso anno in Svezia vennero assegnati i primi quattro premi Nobel, tre dei quali a tre scienziati tedeschi, tra cui lo stesso Behring
Alla consegna del premio egli espose i suoi esperimenti riguardanti la lotta alla tubercolosi. Pochi anni dopo, nel periodo che intercorre tra il 1903 e il 1905, trovò la risposta tanto cercata negli esperimenti su centinaia di bovini. Affermò che la tubercolosi polmonare non era che l'epilogo di infezioni tubercolari intestinali nell'età lattante col latte materno infetto o col latte di una vacca tubercolotica. In una conferenza tenuta in occasione del LXXV Congresso dei medici e naturalisti a Kassel dichiarò di non aver trovato un rimedio contro la tubercolosi, ma un mezzo per difendere l'individuo non tubercolotico dalla tubercolosi, con l'allontanamento di tutte le fonti di contagio e con l'uso di latte sterilizzato.
Egli voleva ricorrere allo stesso metodo utilizzato in precedenza da Edward Jenner contro il vaiolo, cioè alla vaccinazione preventiva. In un'altra conferenza, il 18 gennaio 1904, egli sottolineò l'importanza dell'alimentazione del lattante con latte vaccino conservato secondo il suo metodo, ossia con un'aggiunta minima di formaldeide (1:40000) al latte che egli chiamò "B.F.". Infine nella relazione tenuta il 17 febbraio 1905 nella sala del Museo di Monaco a favore di un istituto per neonati, in presenza della Casa di Baviera e di alte personalità, egli marcò ancora l'importanza dell'utilizzo del latte vaccino e inoltre presentò il suo nuovo vaccino contro la tubercolosi bovina, che aveva designato col nome tecnico-scientifico di "bovivaccino".

### Gli ultimi anni
Dal novembre 1907 all'estate del 1910, Behring fu sottoposto a cure mediche dall'internista Rudolf von Hößlin (1858-1938) nel suo sanatorio di Neuwittelsbach nel quartiere di Nymphenburg, dove "sperava di trovare riposo dall'estenuante lavoro" ("Erholung von der aufreibenden Arbeit zu finden hoffte". Almeno durante questo periodo ha sofferto di una grave forma di depressione. Diventò uno dei pazienti più famosi di Sigmund Freud: Freud infatti lo menziona nelle sue memorie come il "lupo mannaro". Freud aveva visto Behring durante un soggiorno in un sanatorio vicino al castello di Nymphenburg a Monaco di Baviera nel 1908, e scrive : "soffriva di una grave depressione, che si poteva leggere direttamente dal suo viso" („litt an einer schweren Depression, die man ihm direkt vom Gesicht ablesen konnte“); la clinica era frequentata dal noto psichiatra Emil Kraepelin.

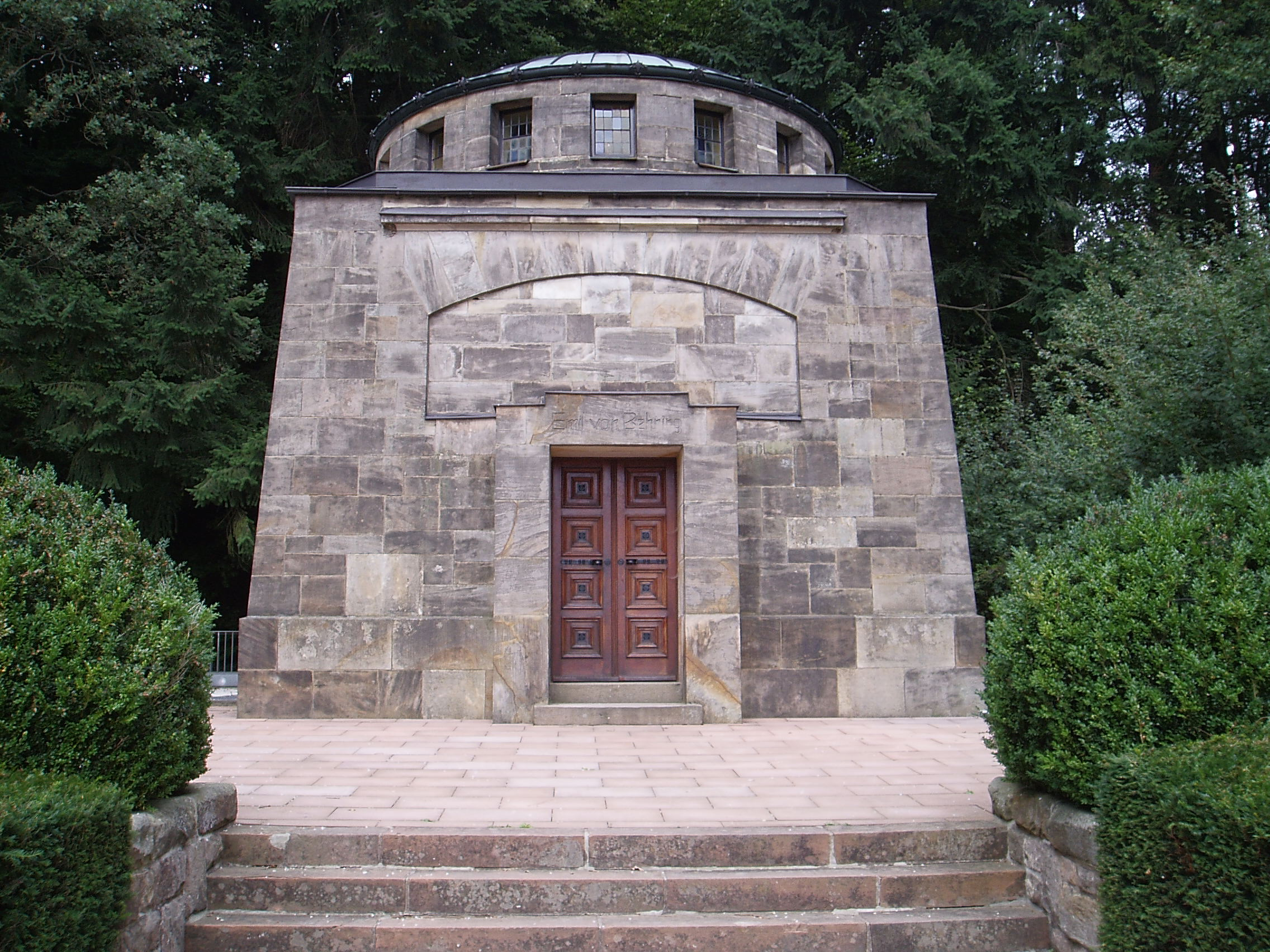
Mausoleo di Behring a Marburgo

Dopo la degenza alla casa di cura di Neuwittelsbach, tornò al lavoro nell'agosto del 1910 decidendo di dedicarsi ancora una volta alla difterite: nel corso degli anni si era visto che il sangue umano elimina, attraverso le vie naturali e con la maggiore rapidità, le albumine del siero sanguigno animale curativo iniettato. E siccome le forze antitossiche, per lo più ricavate dal siero di cavallo, sono legate alle albumine di questo, spesso già dopo venti giorni svaniva l'effetto protettivo contro il pericoloso veleno difterico: esso non costituiva una profilassi duratura. Egli dunque preparò una miscela di tossina difterica molto virulenta e di antitossina, però in modo che la miscela contenesse un leggero eccesso di tossina e con essa vaccinò alcune cavie. Il veleno in eccesso stimolò le forze naturali difensive del sangue alla formazione di antitossina legata alle albumine omogenee delle cavie. Riuscì a immunizzare con questo metodo contro la tossina difterica le cavie e chiamò questo nuovo preparato "profilattico antidifterico TA".
Il 1º agosto 1913 si procurò a Bad Nauheim, in seguito ad infortunio, la frattura del collo del femore sinistro, che solo dopo diciotto giorni di febbre verrà riscontrata. Nonostante le cure, la frattura non giungerà a una riossificazione con conseguente accorciamento dell'arto. Cominciarono ad apparire fenomeni gottosi e continui dolori nevralgici. In questo periodo venne nominato cittadino onorario di Marburgo e un suo busto viene collocato nell'Università. 
Il 31 marzo 1917, in seguito ad una polmonite morì.